# J. Watson Webb Jr.
J. Watson Webb Jr. (bürgerlich: James Watson Webb III, * 9. Januar 1916 in Syosset, New York; † 10. Juni 2000 in Los Angeles) war ein US-amerikanischer Filmeditor und Museumsleiter.
James Watson Webb kam 1916 als Sohn von Electra Havemeyer Webb und James Watson Webb II zur Welt. Nach einem Studium bis 1938 an der Yale University wurde er als Filmeditor bei der 20th Century Fox tätig. Er war für den Filmschnitt bei 31 Produktionen verantwortlich.
Nach dem Tod seiner Mutter 1960 wurde er Präsident des von ihr gegründeten Freilichtmuseums Shelburne Museum in Vermont. Von 1977 bis 1997 war er Vorsitzender des Verwaltungsrats des Museums.

## Filmografie (Auswahl)
- 1944: Scotland Yard greift ein (The Lodger)
- 1946: Auf Messers Schneide (The Razor’s Edge)
- 1946: Feind im Dunkel (The Dark Corner)
- 1947: Es begann in Schneiders Opernhaus (Mother Wore Tights)
- 1948: Kennwort 777 (Call Nortside 777)
- 1948: Scudda Hoo! Scudda Hay!
- 1950: Der gebrochene Pfeil (Broken Arrow)
- 1950: I’ll Get By
- 1950: Der geheimnisvolle Ehemann (The Jackpot)
- 1952: Mit einem Lied im Herzen (With a Song in my Heart)